# 竹内敬人
竹内 敬人（たけうち よしと、1934年〈昭和9年〉8月28日 -2024年〈令和6年〉3月31日 ）は、日本の化学者。東京大学名誉教授、神奈川大学名誉教授。

## 略歴
東京生まれ。東京都立小山台高等学校卒、1960年東京大学教養学部教養学科卒業。1962年東京大学大学院理学系研究科修士課程修了。1967年理学博士。1962年東大教養学部助教授、1984年教授、1995年定年退官、名誉教授、神奈川大学教授、2005年退任、名誉教授。

## 著書
- 『感覚と有機化学 分子の構造とはたらき』河出書房新社 1972
- 『基本化学』広川書店 1976
- 『有機化学 構造と反応入門』廣川書店 1977
- 『分子の形とはたらき』岩波書店 岩波科学の本 1978
- 『プログラム学習立体化学入門』講談社 1980
- 『化学の基本6法則 基礎・実験・応用』岩波ジュニア新書 1981
- 『有機化合物の構造をきめる』化学同人 化学モノグラフ 1982
- 『化学基本データ』岩波ジュニア新書 1985
- 『化学史』放送大学教育振興会 1993
- 『化学入門コース 1 化学の基礎』岩波書店 1996
- 『化学の基本7法則』岩波ジュニア新書 1998
- 『有機化学 化学入門コース』岩波書店 1998
- 『高校からの化学入門』岩波書店

1 なぜ原子はつながるのか 1999
2 分子の形と性質 1999
3 化学反応のしくみ 2000
4 物質を設計する 2000
- 『よくある質問立体化学入門 FAQ』講談社 よくある質問シリーズ 2007
- 『ビジュアルエイド化学入門』講談社 2008
- 『人物で語る化学入門』岩波新書 2010

### 共著編
- 『化学の歴史』吉岡甲子郎共著 出光書店 出光科学叢書 1973
- 『論文・レポートの書き方』改訂版 八杉竜一共著 明治書院 作法叢書 1975
- 『C-13NMR 基礎と応用』監修：藤原鎮男 石塚英弘共著 講談社 1976
- 『読み切り化学史』渡辺啓共著 東京書籍 1987
- 『シリーズ・人間と文化 1 言語とコミュニケーション』編 東京大学出版会 1988
- 『化学の法則45話』北原文雄共著 講談社 1989
- 『化学の生い立ち』山田圭一共著 大日本図書 新化学ライブラリー 1992
- 『モル攻略のテクニック』改訂版 妻木貴雄共著 旺文社 マイセレクトシリーズ 1995
- 『有機化学演習』山口和夫共著 岩波書店 化学入門コース/演習 2001
- 『ダイナミックワイド図説化学』共編著 東京書籍 2003
- 『初歩から学ぶNMRの基礎と応用』角屋和水、加藤敏代共著 朝倉書店 2005
- 『よくある質問NMRの基本』加藤敏代共著 講談社 よくある質問シリーズ 2012

### 翻訳
- デュワー『新しい化学入門』榊友彦、安田元夫共訳 広川書店 1967
- アイザック・アシモフ『化学の歴史 プロメテから原子力まで』玉虫文一共訳 河出書房 現代の科学 1967 のちちくま学芸文庫
- ベラミー『有機基の赤外吸収』稲本直樹共訳 広川書店 1971
- フレッド・W.ビルマイヤー『高分子の話 巨大分子の構造とはたらき』河出書房新社 現代の化学 1972
- シュライバー『不安定化合物操作法 真空系および不活性気体下の取扱い』三国均、友田修司共訳 広川書店 1972
- バーナード・ヤッフェ『モーズリーと周期律 元素の点呼者』河出書房新社 現代の科学 1972
- E.ハイルブロンナー、H.Bock『ヒュッケル分子軌道法』桜井英樹共訳 広川書店 1973-74
- アンドリウス『物理化学 生命科学へのアプローチ』共訳 広川書店 1972-73
- Gilchrist, Storr『ウッドワード・ホフマン則 有機反応の理解のために』広川書店 1975
- G.Natta, M.Farina『立体化学 3次元の化学入門』広川書店 1975
- サンドラー、カロ『官能基別有機化合物合成法』稲本直樹共訳 広川書店 1976-77
- E.J.Haws, R.R.Hill, D.J.Mowthorpe『プログラム学習NMR入門』講談社 1977
- A.J.Bellamy『ウッドワード・ホフマン則 プログラム学習』広川書店 1978
- I.フレミング『フロンティア軌道法入門 有機化学への応用』友田修司共訳 講談社 1978
- R.J.Abraham, P.Loftus 共著『[1]Hおよび[13]CNMR概説』化学同人 1979
- F.W.Wehrli, T.Wirthlin 『C-13NMRスペクトルの解釈』友田修司共訳 広川書店 1980
- ウルリッヒ・ブルケルト、N.L.アリンジャー『分子力学』大沢映二共訳 啓学出版 1986
- ジョン・ザイマン『科学と社会を結ぶ教育とは』中島秀人共訳 産業図書 1988
- Andrew E.Derome『化学者のための最新NMR概説 よりよいスペクトルを得るための実験法と考え方』野坂篤子共訳 化学同人 1992
- Jean-Marie Lehn『レーン超分子化学』化学同人 1997
- ジョン・マン『特効薬はこうして生まれた "魔法の弾丸"をもとめて』青土社 2002
- G.L.パトリック『有機化学キーノート』西川実希共訳 シュプリンガー・フェアラーク東京 キーノート化学シリーズ 2004
- T.D.W.クラリッジ『有機化学のための高分解能NMRテクニック』西川実希共訳 講談社 2004
- D.R.クライン『困ったときの有機化学』山口和夫共訳 化学同人 2009
- ファラデー『ロウソクの科学』岩波文庫 2010